# Chirurgie (Tschechow)

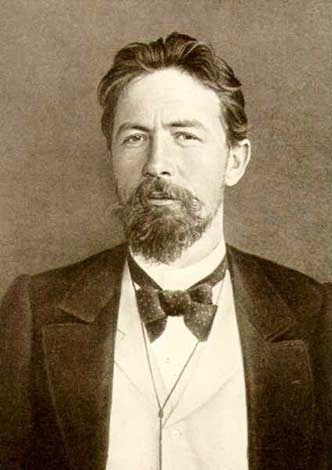
Anton Tschechow

Chirurgie (russisch Хирургия, Chirurgija) ist eine Kurzgeschichte des russischen Schriftstellers Anton Tschechow, die am 11. August 1884 in der Wochenzeitschrift Oskolki erschien. Der Autor verarbeitete Eindrücke aus seiner Tätigkeit als Arzt im Krankenhaus Woskressensk im selben Jahr. Zu Lebzeiten Tschechows wurde der Text ins Bulgarische, Polnische und Serbokroatische übertragen.

## Inhalt
In Abwesenheit des Arztes „behandelt“ Feldscher Kurjatin im Landkrankenhaus den Patienten Wonmiglassow. Der Küster Wonmiglassow klagt über starke Zahnschmerzen. Für den Feldscher ist das eine Kleinigkeit. Der Zahn muss gezogen werden. Chirurgie – so plaudert der Feldscher – ist überhaupt eine Kleinigkeit. Gelernt ist gelernt. Geschick gehört allerdings dazu. Der Feldscher lokalisiert den kariösen Zahn, schneidet das Zahnfleisch ein und setzt die Zange tief an. Die Chirurgie ist in dem Fall doch nicht so einfach. Der Feldscher zieht und zieht, doch die Zange gleitet schließlich vom Zahn ab. Der Küster hält es vor Schmerzen kaum aus und fordert, der Zahn soll mit einem Ruck herausgerissen werden. Darauf der Feldscher: „Du belehrst einen Gelehrten! … Die Chirurgie … ist kein Spaß …“ Es knirscht beim Ziehen. Der Feldscher hat die Krone abgebrochen und die Wurzel steckt noch im Kiefer. Selbstkritisch gesteht der Operateur, statt der Zange hätte er den Geißfuß nehmen sollen. Der schmerzgeplagte Küster verlässt, von der Chirurgie tief enttäuscht, das Landkrankenhaus.

## Verfilmung
- 1939, Sowjetunion, Lenfilm: Chirurgie[3] – Kurzfilm (36 min) von Jan Frid[4] mit Igor Iljinski[5] als „Zahnarzt“ und Iwan Moskwin[6] als Patient.[7]
- 2019, «Wer ist der Nächste?» (Who is next?) (Kurzfilm) – Die Handlung basiert auf der Erzählung "Chirurgie" von Anton Tschechow. Regie und Buch Băno Axionov, Kamera Andreas Schnell.   Ausschnitte aus den Klavierwerken von Alexander Skrjabin, gespielt von Artur Aksenov. Deutschland. «Germersheim Film Studio» Johannes-Gutenberg-Universität Mainz (Germersheim), Die Deutsche Tschechow-Gesellschaft e.V. und  Literarisches   Museum „Tschechow-Salon“ Badenweiler.

## Verwendete Ausgabe
- Gerhard Dick (Hrsg.), Wolf Düwel (Hrsg.): Anton Tschechow: Gesammelte Werke in Einzelbänden: Chirurgie. S. 209–213 in: Gerhard Dick (Hrsg.): Anton Tschechow: Vom Regen in die Traufe. Kurzgeschichten. Aus dem Russischen übersetzt von Ada Knipper und Gerhard Dick. Mit einem Vorwort von Wolf Düwel. 630 Seiten. Rütten & Loening, Berlin 1964 (1. Aufl.)[8]